# Zbór luterański w Bandrowie
Zbór luterański w Bandrowie – były zbór luterański (parafia) założony przez kolonistów józefińskich na mocy Patentu Tolerancyjnego w Bandrowie Kolonii, w austriackiej prowincji Galicji.

## Historia
W procesie kolonizacji józefińskiej w latach 80. XVIII wieku w dobrach kameralnych dobromilskich osadnicy wyznania luterańskiego (augsburskiego) oraz reformowanego (helweckiego) uczestniczyli w powstaniu kolonii Bandrów (1783, luteranie i reformowani), Falkenberg (1783, luteranie), Hohberg (1783, luteranie i reformowani), Prinzenthal (1784, luteranie i reformowani), Steinfels (1784, luteranie i reformowani), Siegenthal (1788, luterańska), oraz Obersdorf (1784; od 1938 Wyżne). Na mocy Patentu Tolerancyjnego zawiązał się dla nich zbór luterański z siedzibą w Bandrowie Kolonii oraz zbór filialny w Makowej/Hohbergu. W strukturze Kościoła ewangelickiego austriackiej Przedlitawii podlegał on powstałej w 1784 superintendenturze morawsko-śląsko-galicyjskiej, a od 1804 superintendenturze lwowskiej (seniorat średni/środkowy).
Pierwszy drewniany dom modlitwy zbudowano ok. 1788, a rozebrano w 1860. Następnie obok wybudowano murowany w 1867, podobnie w 1868 wybudowano filialny dom modlitwy w Makowej.
Według schematyzmu kościelnego z 1875 roku zbór zrzeszał 891 ewangelików (886 wyznania augsburskiego i 5 helweckiego), z czego 467 w Bandrowie a pozostali w miejscowościach Steinfels, Siegenthal, Obersdorf, Prinzenthal i Makowa (filia). Pastorem był Johann Rottas. Na terenie zboru znajdowały się dwie szkoły ewangelickie: w Bandrowie i Makowej. Po upadku Austro-Węgier zbór przystąpił do samodzielnego Kościoła Ewangelickiego Augsburskiego i Helweckiego Wyznania w Małopolsce i jego senioratu średniego/środkowego. Posiadał wówczas filie w Makowej, Siegenthal, Obersdorfie oraz stacje kaznodziejskie w Jałowej i Prinzenthal.
Zbór przestał praktycznie funkcjonować w związku z wydarzeniami II wojny światowej, kiedy to miejscowi luteranie zostali przesiedleni bądź wyjechali.